# میوا، میئه
میوا، میئه (به لاتین: Meiwa, Mie) یک منطقهٔ مسکونی در ژاپن است که در Taki District واقع شده‌است. میوا ۴۰٫۹۲ کیلومترمربع مساحت و ۲۲٬۷۲۶ نفر جمعیت دارد.